# Danny Donovan, the Gentleman Cracksman
Danny Donovan, the Gentleman Cracksman è un cortometraggio muto del 1914 diretto da Walter Waller. L'interprete principale è l'attore statunitense Thomas Meighan. Meighan, che proveniva dal teatro, è qui in uno dei suoi primissimi ruoli cinematografici.

## Produzione
Il film fu prodotto dalla Cunard.

## Distribuzione
Distribuito dalla Jury Films, il film uscì nelle sale cinematografiche britanniche nel novembre 1914.